# Дейві (Небраска)
Дейві (англ. Davey) — селище (англ. village) в США, в окрузі Ланкастер штату Небраска. Населення — 135 осіб (2020).

## Географія
Дейві розташоване за координатами 40°59′2″ пн. ш. 96°40′9″ зх. д. / 40.98389° пн. ш. 96.66917° зх. д. (40.983759, -96.669193).  За даними Бюро перепису населення США в 2010 році селище мало площу 0,40 км², уся площа — суходіл.

## Демографія
Згідно з переписом 2010 року, у селищі мешкали 154 особи в 61 домогосподарстві у складі 40 родин. Густота населення становила 385 осіб/км².  Було 66 помешкань (165/км²).
Расовий склад населення:
| - 96,8 % — білих - 0,6 % — вихідців з тихоокеанських островів |

До двох чи більше рас належало 1,9 %. Частка іспаномовних становила 1,3 % від усіх жителів.
За віковим діапазоном населення розподілялося таким чином: 26,0 % — особи молодші 18 років, 58,4 % — особи у віці 18—64 років, 15,6 % — особи у віці 65 років та старші. Медіана віку мешканця становила 39,6 року. На 100 осіб жіночої статі у селищі припадало 120,0 чоловіків;  на 100 жінок у віці від 18 років та старших — 103,6 чоловіків також старших 18 років.
Середній дохід на одне домашнє господарство  становив 66 161 долар США (медіана — 64 583), а середній дохід на одну сім'ю — 71 257 доларів (медіана — 66 875). За межею бідності перебувало 14,1 % осіб, у тому числі 20,7 % дітей у віці до 18 років та 10,7 % осіб у віці 65 років та старших.
Цивільне працевлаштоване населення становило 63 особи. Основні галузі зайнятості: фінанси, страхування та нерухомість — 17,5 %, виробництво — 14,3 %, освіта, охорона здоров'я та соціальна допомога — 14,3 %.